# (24194) Paľuš
24194 Palus (1999 XU35) – planetoida z pasa głównego asteroid okrążająca Słońce w ciągu 5,66 lat w średniej odległości 3,17 j.a. Odkryta 8 grudnia 1999 roku.